# Gyrophaena melanoceta
Gyrophaena melanoceta – gatunek chrząszcza z rodziny kusakowatych i podrodziny rydzenic.

## Taksonomia
Gatunek ten opisany został po raz pierwszy w 2024 roku przez Ilję Jenuszczenkę na łamach „Zootaxa” w publikacji współautorstwa Kiriłła Makarowa i Aleksieja Szawrina. Jako lokalizację typową wskazano wyspę pobrzeże strumienia Walentina w Trietjakowie na Kunaszyrze w archipelagu Kurylów. Epitet gatunkowy odnosi się do ryby Melanocetus murrayi, której zarys przypominać ma płytka brzuszna edeagusa chrząszcza.

## Morfologia
Chrząszcz o wydłużonym ciele długości od 1,75 do 2 mm. Głowa jest ciemnobrązowa z jasną kropką na nadustku i żółtawym aparatem gębowym, 1,4 raza szersza niż dłuższa, o wyraźnej, siateczkowatej mikrorzeźbie i z dziesięcioma–dwunastoma grubymi punktami na bokach. Żółtawe czułki mają człon piąty nieco dłuższy niż szeroki, a człony od szóstego do ósmego trochę od niego krótsze; człony piąty i szósty są wydłużone. Jasnobrązowe do pomarańczowego, wypukłe przedplecze jest 1,4 raza szersza niż dłuższe, nieco szersze od głowy, wyraźnie mikrosiateczkowane, pośrodku grubo, rzadko i bezładnie punktowane, a po bokach z punktowaniem niewyraźnym i jeszcze bardziej rozrzedzonym. Pokrywy są rudobrązowe do ciemnobrązowych z rozjaśnionymi bokami i tyłem, tak długie jak przedplecze i 1,3 raza od niego szersze, wyraźnie mikrosiateczkowane oraz wyraźnie, drobno i gęsto punktowane. Odwłok jest pomarańczowy z ciemniejszymi tergitami piątym i szóstym, niewyraźnie mikrorzeźbiony. Tylny brzeg ósmego tergitu u samicy jest szeroko wklęśnięty z sześcioma małymi, nieregularnymi wypustkami, a u samca zaopatrzony w dwa małe i wąskie ząbki pośrodku oraz oddzielone od nich wklęśnięciami dwa długie zęby boczne. Tylny brzeg ósmego sternitu jest u samicy zaokrąglony, a u samca lekko wklęśnięty. Edeagus ma część nasadową szeroką, silnie zakrzywioną płytkę brzuszną od szerokiego środka mocno ku ostremu, zaopatrzonemu w zakrzywiony wyrostek szczytowi zwężoną, a płytkę grzbietową z długą i szeroką, na końcu zwężoną wypustką u wierzchołka.

## Ekologia i występowanie
Owad ten jest mykofagiem. Bytuje w owocnikach grzybów, w tym ciżmówki drobnołuskowej.
Gatunek palearktyczny, endemiczny dla Dalekiego Wschodu Rosji, znany z Kraju Nadmorskiego i obwodu sachalińskiego.